# Закон Вагнера

Закон Вагнера. Зависимость государственных расходов от роста ВВП. — объём ВВП, — величина государственных расходов.

Закон Вагнера — тенденция роста государственного сектора экономики: государственные расходы растут быстрее по сравнению с ростом национального производства. Закон впервые описан немецким экономистом Адольфом Вагнером в 1892 году.

## История
Немецкий экономист Адольф Вагнер опубликовал свою работу «Основы политической экономики» в 1892 году. В работе автор впервые указал на статистический тренд, в результате которого государственные расходы растут, растёт и доля государственного сектора. В 1958 году в работе  Ричарда Масгрейва и Алана Пикока «Классика теории общественных финансов» авторы определяют эту тенденцию как закон увеличения государственных расходов.

## Определение
По определению Дж. Р. Аронсона и Э. Ф. Отт закон Вагнера — это тенденция роста государственных расходов относительно увеличения национального дохода. Отсюда рост валового внутреннего продукта (ВВП) приводит к ускоренному росту государственных расходов.

## Модель Вагнера
Согласно рисунку «Зависимость государственных расходов от роста ВВП» {\displaystyle X} — это объём ВВП, а {\displaystyle G} — величина государственных расходов, то существует следующая степенная зависимость:
{\displaystyle G=mX^{\Theta }},
где {\displaystyle m} и {\displaystyle \Theta } — параметры, причём {\displaystyle m>0}, а {\displaystyle \Theta >1}.
Согласно закону Вагнера эластичность государственных расходов по ВВП больше единицы, а значит экономический рост выступает в качестве ускорителя роста государственных расходов. В связи с этим некоторые исследователи трактуют данный закон как частный случай эффекта храповика. В долгосрочном периоде растёт роль государства, растут и масштабы государственного сектора.

## Причины расширения государственного сектора
А. Вагнер причины роста государственных расходов определял в связи с естественным развитием цивилизации. Более того считал, что определенный уровень отношения государственных расходов к национальному доходу не может быть превышен. Причины расширения государственного сектора в долгосрочном периоде связано с ростом численности и плотности населения, что влечёт спрос на государственные товары.
Постоянный рост государственных расходов обусловлено следующими причинами:
- социально-политическими — в долгосрочном периоде происходит существенное расширение социальных функций государства, от государства требуется больше усилий для поддержания закона и порядка, обеспечения пенсионного страхования, помощи населению при стихийных бедствиях и катастрофах;
- экономическими — научно-технический прогресс требует рост государственных расходов на науку, различные инвестиционные проекты. А спрос на услуги в области науки, культуры и благотворительной деятельности растет быстрее, чем доходы (то есть их эластичность по доходу больше единицы);
- историческими — государство для покрытия непредвиденных расходов прибегает к выпуску государственного займа, год за годом происходит рост размера государственного долга за счёт процентов по займу, расходов на его обслуживание.

## Тестирование закона Вагнера
В работах Сани и Сингха (1984), Рама (1986), Делорме (1988), Мэнедж и Марлоу (1986), Хольца-Икина (1987), С. Ламартина и А. Загини (2008) закон подтверждался.

## Критика
Закон Вагнера не подтверждался в работах Вагнера и Вебера (1977), Пелтцмена (1980), Андерсона (1986), Д. Дюревалл и М. Хенрексон (2010).